# Yogi Bear and the Magical Flight of the Spruce Goose
Yogi Bear and the Magical Flight of the Spruce Goose este un film de televiziune animat produs de Hanna-Barbera, lansat pe data de 26 septembrie 1987. Acesta se difuzează în sindicare ca parte a seriei de filme Hanna-Barbera Superstars 10.
A fost difuzat și în România pe canalul Boomerang, ca parte a programului Boomerang Cinema, însă doar în varianta în limba engleză.

## Premisă
Yogi și gașca lui intră din greșeală la bord în avionul The Spruce Goose al lui Howard Hughes. De asemenea, din greșeală aceștia pornesc avionul, așa că ei decid să iau o tură cu ocazia asta, ajutând oameni și animale de-a lungul drumului.

## Voci
- Daws Butler - Ursul Yogi, Huckleberry Hound, Quick Draw McGraw, Snagglepuss, Augie Doggie
- Dave Coulier - Firkin
- Don Messick - Boo Boo, Mumbly și omul de la radio
- Marilyn Schreffler - Bernice
- John Stephenson - Doggie Daddy, pelican
- Frank Welker - Merkin, diverse animale
- Paul Winchell - Dread Baron
- Bill Woodson - Naratorul